# Cuscuta curta
Cuscuta curta är en vindeväxtart som först beskrevs av Georg George Engelmann, och fick sitt nu gällande namn av Per Axel Rydberg. Cuscuta curta ingår i släktet snärjor, och familjen vindeväxter. Inga underarter finns listade i Catalogue of Life.